# 掸邦进步党
掸邦进步党（缩写SSPP）是缅甸掸邦的一个少数民族政党。该党的下属武装为北掸邦军。

## 历史
该党由缅甸联邦首任总统苏瑞泰之子Sao Tzang和Sao Seng Suk（又名Khun Kya Nu）于1971年成立。